# Paraepepeotes guttatus
Paraepepeotes guttatus är en skalbaggsart som först beskrevs av Guérin-Méneville 1844.  Paraepepeotes guttatus ingår i släktet Paraepepeotes och familjen långhorningar.
Artens utbredningsområde är Burma. Inga underarter finns listade i Catalogue of Life.